# Гол из претварања (рагби 13)
Гол из претварања је један од четири начина поентирања у рагбију 13. Гол из претварања вреди 2 поена у рагбију 13.
Од како су Енглези измислили рагби 13, у северном делу Енглеске 1895. до данас, ово правило се никада није мењало. Гол из претварања је увек вредео 2 поена. 
Након што је нападачка рагби 13 екипа забила есеј, који вреди 4 поена, она и шутира за још 2 поена на гол. Рагбиста поставља лопту на чуњ и има довољно времена да се сконцентрише пре шута ногом на гол. Шутер може приближити лопту голу или је одаљити колико год му одговара. Шутира се паралелно са места где је постигнут есеј. Примера ради, ако је рагбиста постигао есеј у левом делу есеј простора, шутира се са произвољне даљине, али обавезно са леве стране, тачно у линији где је спуштена лопта.